# J. Hans D. Jensen
Johannes Hans Daniel Jensen, född 25 juni 1907 i Hamburg, Tyskland, död 11 februari 1973 i Heidelberg, var en tysk fysiker. Han tilldelades 1963, tillsammans med Maria Goeppert-Mayer, halva Nobelpriset i fysik "för deras upptäckter beträffande atomkärnornas skalstruktur". Den andra halvan tilldelades Eugene Wigner. Under andra världskriget arbetade Jensen med det tyska kärnenergiprojektet, känt som Uranium Club, där han bidrog till utvecklingen av metoder för separation av uranisotoper.

## Biografi
Jensen studerade fysik, matematik, fysikalisk kemi och filosofi vid Albert-Ludwigs-Universität Freiburg och universitetet i Hamburg från 1926 till 1931, och doktorerade vid det senare 1932 under handledning av Wilhelm Lenz. Han avslutade sin habilitering 1936 vid universitetet i Hamburg.

## Vetenskapligt arbete
År 1937 blev Jensen privatdocent (obetald föreläsare) vid universitetet i Hamburg och började arbeta med Paul Harteck, chef för universitetets avdelning för fysikalisk kemi och rådgivare till Heereswaffenamt (HWA, arméns vapenbyrå) om sprängämnen. Harteck och hans lärarassistent Wilhelm Groth tog kontakt med Reichskriegsministerium den 24 april 1939 för att berätta för dem om potentiella militära tillämpningar av kärnkedjereaktioner. Militär kontroll av det tyska kärnenergiprojektet, även känt som Uranverein (Uranium Club), inleddes den 1 september 1939, samma dag som Nazityskland inledde andra världskriget genom att invadera Polen. Harteck, en av ledarna på Uranverein, tog in Jensen i projektet där hans huvuddrag handlade om dubbla centrifuger för separation av uranisotoper (se avsnittet nedan med hänvisning till interna rapporter om Uranverein). Harteck och Jensen utvecklade en dubbelcentrifug baserad på en gungningsprocess (Schaukelverfahren) för att underlätta separationseffekten.

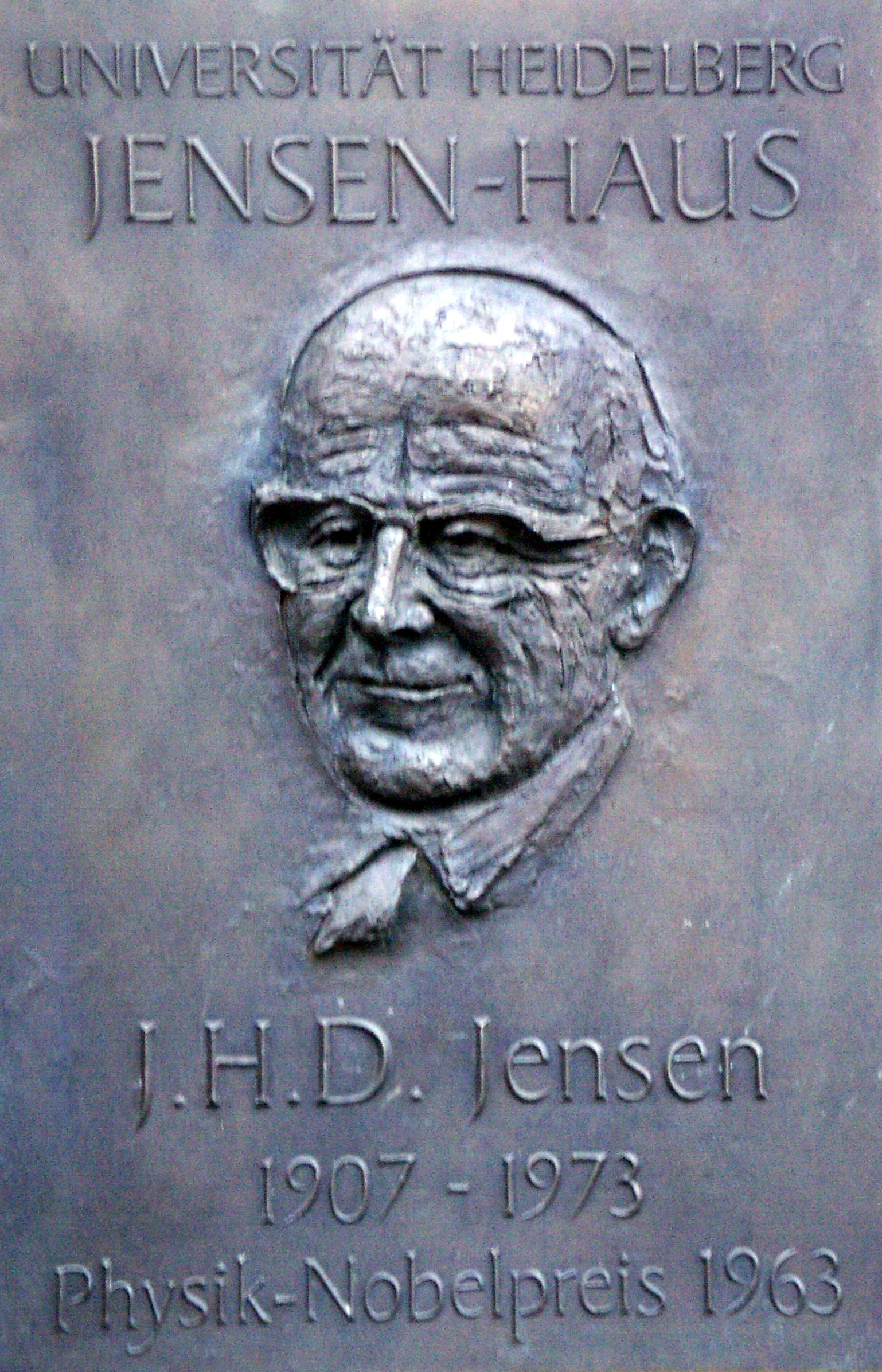
Minnesplakett i Heidelberg.

År 1941 utnämndes Jensen till extraordinarie professor i teoretisk fysik vid Technische Hochschule Hannover (idag Leibniz University Hannover), och blev 1946 ordinarie professor där. År 1949 utnämndes han till ordinarie professor vid Ruprecht Karl-universitetet i Heidelberg och var från 1969 och vidare emeritus praecox. Han var gästprofessor vid University of Wisconsin–Madison (1951), Institute for Advanced Study (1952), University of California, Berkeley (1952), Indiana University (1953), California Institute of Technology (1953), University of Minnesota, Twin Cities (1956) och University of California, San Diego (1961).
År 1963 delade Jensen hälften av Nobelpriset i fysik med Maria Goeppert-Mayer för deras förslag om kärnskalsmodellen. Den andra hälften av priset gick till Eugene Wigner för orelaterat arbete inom kärn- och partikelfysik. 

## Partimedlemskap
Adolf Hitler tog makten i Tyskland den 30 januari 1933 och den 7 april samma år antogs lagen om återställande av den professionella offentliga tjänsten. Denna lag, och dess efterföljande relaterade förordningar, politiserade utbildningssystemet i Tyskland. Andra faktorer som tvingade fram politiseringen av utbildningen var Nationalsozialistische Deutsche Arbeiterpartei (NSDAP), organisationer inom akademin och uppkomsten av Deutsche Physik-rörelsen, som var antisemitisk och hade en partiskhet mot teoretisk fysik, särskilt kvantmekanik.
Medan alla tyska universitet politiserades, var inte alla lika strikta i att genomföra detta ändamål som universitetet i Hamburg, där Jensen tog sin doktorsexamen och Habilitationsschrift. Vid sin habilitering 1936 hade han varit medlem i NSDDB (Nationalsozialistischer Deutscher Dozentenbund) i tre år, NSLB i två år och kandidat för medlemskap i NSDAP, som han fick nästa år. NSLB:s universitetsledare hade gjort klart att aktivt deltagande förväntades av Jensen, och det var vad de fick.
Efter andra världskriget började avnazifieringsprocessen. När Jensen ställdes inför detta mål vände han sig till Werner Heisenberg, en framstående medlem av Uranverein, för ett intyg på sin karaktär – ett dokument kallat Persilschein (vittvättscertifikat). Heisenberg var en bestämt kraftig författare av dessa dokument; eftersom han aldrig hade varit medlem i NSDAP, hade han offentligt kolliderat med NSDAP och Schutzstaffel (SS), och utsågs av de brittiska ockupationsmyndigheterna till ordförande för teoretisk fysik och direktörsposten för Max-Planck-Institut für Physik, då i Göttingen. Heisenberg skrev dokumentet och övertygade myndigheterna om att Jensen hade gått med i partiorganisationerna bara för att undvika onödiga svårigheter inom akademin.

## Utmärkelser och hedersbetygelser
Utmärkelser som tilldelats Jensen:
- 1947 – Hedersprofessor vid universitetet i Hamburg
- 1963 – Nobelpriset i fysik
- 1964 – Hedersdoktorat vid Technische Universität Hannover (idag, Leibniz universitet, Hannover)
- 1969 – Hedersmedborgare i Fort Lauderdale, Florida

### Böcker
- Konrad Beyerle, Wilhelm Groth, Paul Harteck och Johannes Jensen Über Gaszentrifugen: Anreicherung der Xenon-, Krypton- und der Selen-Isotope nach dem Zentrifugenverfahren (Chemie, 1950); cited in Walker, 1993, p. 278

### Artiklar
- Otto Haxel, J. Hans D. Jensen, and Hans E. Suess On the "Magic Numbers" in Nuclear Structure, Phys. Rev. Volume 75, 1766 - 1766 (1949). Institutional affiliations: Haxel: Max-Planck Institut für Physik, Göttingen; Jensen: Institut für theoretische Physik, Heidelberg; and Suess: Inst. für physikalische Chemie, Hamburg. Received 18 April 1949.
- Helmut Steinwedel, J. Hans D. Jensen, and Peter Jensen Nuclear Dipole Vibrations, Phys. Rev. Volume 79, Issue 6, 1019 - 1019 (1950). Institutional affiliations: Steinwedel and J. H. D. Jensen - Institut für theoretische Physik, Universität Heidelberg and Peter Jensen - Physikalisches Institut, Universität Freiburg. Received 10 July 1950.

### Interna rapporter
Följande rapporter publicerades i Kernphysikalische Forschungsberichte, en intern publikation av tyska Uranverein. Rapporterna klassificerades som "streng geheim" (top secret), de hade mycket begränsad distribution, och författarna fick inte behålla kopior. Rapporterna konfiskerades under de allierade operationerna och skickades till Förenta staternas atomenergikommission för utvärdering. År 1971 avklassificerades rapporterna och återsändes till Tyskland. Rapporterna finns tillgängliga på Karlsruhe Nuclear Research Center och American Institute of Physics.
- Paul Harteck, Johannes Jensen, Friedrich Knauer, and Hans Suess Über die Bremsung, die Diffusion und den Einfang von Neutronen in fester Kohlensäure und über ihren Einfang in Uran G-36 (19 August 1940)
- Paul Harteck and Johannes Jensen Der Thermodiffusionseffekt im Zusammenspiel mit der Konvektion durch mechanisch bewegte Wände und Vergleich mit der Thermosiphonwirkung G-89 (18 February 1941)
- Johannes Jensen Über die Ultrazentrifugenmethode zur Trennung der Uranisotope G-95 (December 1941)
- Paul Harteck and Johannes Jensen Gerechnung des Trenneffektes und der Ausbeute verschiedner Zentrifugenanordnungen zur Erhöhung des Wirkungsgrades einer einselnen Zentrifuge G-158 (February 1943)
- Paul Harteck, Johannes Jensen, and Albert Suhr Über den Zusammenhang zwischen Ausbeute und Trennschärfe bei der Niederdruckkolonne G-159